# Kiotó-díj
A Kiotó-díjat (京都賞; Kjóto-só) 1984 óta évenként ítéli oda az Inamori Alapítvány, melyet Inamori Kazuo hozott létre. A kitüntetés a Nobel-díj japán megfelelője, mivel a filozófia, a művészet, a tudomány és a technológia kiemelkedő teljesítményeit díjazza. A célkitűzés szerint a díjazottak nem csak az adott szakma kiválóságai, hanem olyanok, akik munkájukkal rendkívüli tettet hajtanak végre az emberiségért.
A díjak a fejlett technológia, az alaptudományok és a művészet, filozófia területein kerülnek odaítélésre. Az egyes kategóriákon belül rotáció zajlik, azaz például a technológia díjazottjai egyik évben az elektronika, más évben a biotechnológia, a mérnöki és anyagtudományok, illetve az információs tudományok köréből kerülnek ki.
A díj 50 millió japán jennel (kb. 100 millió forinttal) jár együtt. A kitüntetés értékét növeli, hogy olyan területeket is lefed, amelyekben a Nobel Bizottság nem ad elismerést.

## Alaptudományok

### Biológiaitudományok
| Év   | Díjazott                                                                                            |
| ---- | --------------------------------------------------------------------------------------------------- |
| 2022 | Bryan Grenfell (USA, 1954–)                                                                         |
| 2017 | Graham Farquhar (Ausztrália, 1947–)                                                                 |
| 2013 | Masatoshi Nei (USA, 1931–)                                                                          |
| 2009 | Peter Raymond Grant (Egyesült Királyság, 1936–), Barbara Rosemary Grant (Egyesült Királyság, 1936–) |
| 2005 | Simon Asher Levin (USA, 1941–)                                                                      |
| 2001 | John Maynard Smith (Egyesült Királyság, 1920–2004)                                                  |
| 1997 | Daniel Hunt Janzen (USA, 1939–)                                                                     |
| 1993 | William Donald Hamilton (Egyesült Királyság, 1936–2000)                                             |
| 1990 | Jane Goodall (Egyesült Királyság, 1934–)                                                            |
| 1986 | George Evelyn Hutchinson (USA, 1903–1991)                                                           |

### Matematikaitudományok
| Év   | Díjazott                                             |
| ---- | ---------------------------------------------------- |
| 2018 | Kasivara Maszaki (Japán, 1947–)                      |
| 2014 | Edward Witten (USA, 1951–)                           |
| 2010 | Lovász László (Magyarország, 1948–)                  |
| 2006 | Akaike Hirotugu (Japán, 1927–2009)                   |
| 2002 | Mihail Leonyidovics Gromov (Franciaország, 1943–)    |
| 1998 | Itó Kijosi (Japán, 1915–2008)                        |
| 1994 | André Weil (Franciaország, 1906–1998)                |
| 1989 | Izrail Mojszejevics Gelfand (Oroszország, 1913–2009) |
| 1985 | Claude Shannon (USA, 1916–2001)                      |

### Föld- ésbolygótudományok,csillagászatésasztrofizika
| Év   | Díjazott                                |
| ---- | --------------------------------------- |
| 2019 | James Gunn (USA, 1938–)                 |
| 2015 | Michel Mayor (Svájc, 1942–)             |
| 2011 | Rasid Sunyajev (Oroszország, 1943–)     |
| 2007 | Kanamori Hiroo (Japán, 1936–)           |
| 2003 | Eugene Newman Parker (USA, 1927–2022)   |
| 1999 | Walter Munk (USA, 1917–2019)            |
| 1995 | Hajasi Csúsiró (Japán, 1920–2010)       |
| 1991 | Edward Lorenz (USA, 1917–2008)          |
| 1987 | Jan Hendrik Oort (Hollandia, 1900–1992) |

### Élettudományok
| Év   | Díjazott                                               |
| ---- | ------------------------------------------------------ |
| 2021 | Robert G. Roeder (USA, 1942–)                          |
| 2016 | Hondzso Taszuku (Japán, 1942–)                         |
| 2012 | Ószumi Josinori (Japán, 1945–)                         |
| 2008 | Anthony Pawson (Kanada, Egyesült Királyság, 1952–2013) |
| 2004 | Alfred G. Knudson (USA, 1922–2016)                     |
| 2000 | Walter Jakob Gehring (Svájc, 1939–2014)                |
| 1996 | Mario Renato Capecchi (USA, 1937–)                     |
| 1992 | Nisizuka Jaszutomi (Japán, 1932–2004)                  |

### Kognitív tudományok
| Év   | Díjazott                  |
| ---- | ------------------------- |
| 1988 | Noam Chomsky (USA, 1928–) |

## Fejlett technológia

### Elektronika
| Év   | Díjazott |
| ---- | --- |
| 2022 | Carver Mead (USA, 1934–) |
| 2017 | Mimura Takasi (Japán, 1944–) |
| 2013 | Robert H. Dennard (USA, 1932–) |
| 2009 | Akaszaki Iszamu (Japán, 1929–2021) |
| 2005 | George Heilmeier (USA, 1936–2014) |
| 2001 | Zsoresz Ivanovics Alfjorov (Oroszország, 1930–2019), Izuo Hajasi (Japán, 1922–2005), Morton B. Panish (USA, 1929–)                    |
| 1997 | Federico Faggin (Olaszország, 1941–), Stanley Mazor (USA, 1941–), Marcian Edward Hoff Jr. (USA, 1937–), Sima Maszatosi (Japán, 1943–) |
| 1993 | Jack Kilby (USA, 1923–2005) |
| 1989 | Amos Edward Joel Jr. (USA, 1918–2008)                                                                                                 |
| 1985 | Kálmán Rudolf Emil (Rudolf E. Kalman) (USA, 1930–2016)                                                                                |

### Biotechnológiaésorvostudomány
| Év   | Díjazott                                        |
| ---- | ----------------------------------------------- |
| 2018 | Karl Deisseroth (USA, 1971–)                    |
| 2014 | Robert Langer (USA, 1948–)                      |
| 2010 | Jamanaka Sinja (Japán, 1962–)                   |
| 2006 | Leonard Herzenberg (USA, 1931–2013)             |
| 2002 | Leroy Hood (USA, 1938–)                         |
| 1998 | Kurt Wüthrich (Svájc, 1938–)                    |
| 1994 | Paul Lauterbur (USA, 1929–2007)                 |
| 1990 | Sydney Brenner (Egyesült Királyság, 1927–2019)  |
| 1986 | Nicole Marthe Le Douarin (Franciaország, 1930–) |

### Anyagtudomány és mérnöki tudományok
| Év   | Díjazott                                            |
| ---- | --------------------------------------------------- |
| 2019 | Ching Wan Tang (Kína/USA, 1947–)                    |
| 2015 | Toyoki Kunitake (Japán, 1936–)                      |
| 2011 | John W. Cahn (USA, 1928–2016)                       |
| 2007 | Inokucsi Hiroo (Japán, 1927–2014)                   |
| 2003 | George Whitesides (USA, 1939–)                      |
| 1999 | David Kingery (USA, 1926–2000)                      |
| 1995 | George William Gray (Egyesült Királyság, 1926–2013) |
| 1991 | Michael Szwarc (USA, 1909–2000)                     |
| 1987 | Morris Cohen (USA, 1911–2005)                       |

### Informatika
| Év   | Díjazott                                       |
| ---- | ---------------------------------------------- |
| 2021 | Andrew Yao (Kína, 1946–)                       |
| 2016 | Kanade Takeo (Japán, 1945–)                    |
| 2012 | Ivan Sutherland (USA, 1938–)                   |
| 2008 | Richard Karp (USA, 1935–)                      |
| 2004 | Alan Kay (USA, 1940–)                          |
| 2000 | Antony Hoare (Egyesült Királyság, 1934–)       |
| 1996 | Donald Knuth (USA, 1938–)                      |
| 1992 | Maurice Wilkes (Egyesült Királyság, 1913–2010) |
| 1988 | John McCarthy (USA, 1927–2011)                 |

## Művészetésfilozófia

### Zene
| Év   | Díjazott                                      |
| ---- | --------------------------------------------- |
| 2022 | Zakir Hussain (India, 1951–)                  |
| 2017 | Richard Taruskin (USA, 1945–2022)             |
| 2013 | Cecil Taylor (USA, 1929–2018)                 |
| 2009 | Pierre Boulez (Franciaország, 1925–2016)      |
| 2005 | Nikolaus Harnoncourt (Ausztria, 1929–2016)    |
| 2001 | Ligeti György (Ausztria, 1923–2006)           |
| 1997 | Iannis Xenakis (Franciaország, 1922–2001)     |
| 1993 | Witold Lutosławski (Lengyelország, 1913–1994) |
| 1985 | Olivier Messiaen (Franciaország, 1908–1992)   |

### Képzőművészet
| Év   | Díjazott                              |
| ---- | ------------------------------------- |
| 2018 | Joan Jonas (USA, 1936–)               |
| 2014 | Simura Fukumi (Japán, 1924–)          |
| 2010 | William Kentridge (Dél-Afrika, 1955–) |
| 2006 | Mijake Isszei (Japán, 1938–2022)      |
| 2002 | Andó Tadao (Japán, 1941–)             |
| 1998 | Pek Namdzsun (USA, 1932–2006)         |
| 1995 | Roy Lichtenstein (USA, 1923–1997)     |
| 1990 | Renzo Piano (Olaszország, 1937–)      |
| 1986 | Nogucsi Iszamu (USA, 1904–1998)       |

### Színház és mozi
| Év   | Díjazott                                    |
| ---- | ------------------------------------------- |
| 2019 | Ariane Mnouchkine (Franciaország, 1939–)    |
| 2015 | John Neumeier (USA, 1939–)                  |
| 2011 | Bandó Tamaszaburó V. (Japán, 1950–)         |
| 2007 | Pina Bausch (Németország, 1940–2009)        |
| 2003 | Josida Tamao (Japán, 1919–2006)             |
| 1999 | Maurice Béjart (Franciaország, 1927–2007)   |
| 1994 | Kuroszava Akira (Japán, 1910–1998)          |
| 1991 | Peter Brook (Egyesült Királyság, 1925–2022) |
| 1987 | Andrzej Wajda (Lengyelország, 1926–2016)    |

### Filozófia
| Év   | Díjazott                                    |
| ---- | ------------------------------------------- |
| 2021 | Bruno Latour (Franciaország, 1947–2022)     |
| 2016 | Martha Nussbaum (USA, 1947–)                |
| 2012 | Gayatri Chakravorty Spivak (India, 1942–)   |
| 2008 | Charles Margrave Taylor (Kanada, 1931–)     |
| 2004 | Jürgen Habermas (Németország, 1929–)        |
| 2000 | Paul Ricœur (Franciaország, 1913–2005)      |
| 1996 | Willard van Orman Quine (USA, 1908–2000)    |
| 1992 | Karl Popper (Egyesült Királyság, 1902–1994) |
| 1988 | Paul Thieme (Németország, 1905–2001)        |